# 兵庫県道401号中島姫路停車場線
兵庫県道401号中島姫路停車場線（ひょうごけんどう401ごう なかしまひめじていしゃじょうせん）は、兵庫県姫路市を通る一般県道である。

## 概要
姫路市飾磨区中島から姫路市南駅前町に至る。
以前は兵庫県道401号阿成姫路停車場線（ひょうごけんどう401ごう あなせひめじていしゃじょうせん）だったが、2013年（平成25年）4月26日に兵庫県道401号中島姫路停車場線に改称した。

### 路線データ
- 起点：姫路市飾磨区中島（市川浜手大橋西交差点、国道250号交点、兵庫県道516号姫路環状線上）
- 終点：姫路市南駅前町（JR西日本山陽本線・姫新線・播但線・山陽新幹線・山陽電気鉄道本線 姫路駅前、兵庫県道219号姫路停車場線起点、兵庫県道402号白浜姫路停車場線終点）
- 総延長：4.140 km

## 歴史
- 2013年（平成25年）4月26日 - 兵庫県告示第689号により路線名が兵庫県道401号阿成姫路停車場線から兵庫県道401号中島姫路停車場線に変更[1]。

## 路線状況

### 重複区間
- 兵庫県道516号姫路環状線（姫路市飾磨区中島・市川浜手大橋西交差点（起点） - 姫路市南条）
- 兵庫県道219号姫路停車場線・兵庫県道402号白浜姫路停車場線（姫路市北条・姫路駅南交番前交差点 - 姫路市南駅前町（終点））

## 地理

### 通過する自治体
- 姫路市

### 交差する道路
| 交差する道路                                                                      | 交差する場所 | 交差する場所                |
| --------------------------------------------------------------------------------- | ------------ | --------------------------- |
| 国道250号 兵庫県道516号姫路環状線 重複区間起点                                    | 飾磨区中島   | 市川浜手大橋西交差点 / 起点 |
| 国道2号 / 姫路バイパス                                                            | 南条3丁目    | 市川ランプ                  |
| 兵庫県道516号姫路環状線 重複区間終点                                              | 南条         |                             |
| 兵庫県道219号姫路停車場線 重複区間起点 兵庫県道402号白浜姫路停車場線 重複区間起点 | 北条         | 姫路駅南交番前交差点        |
| 兵庫県道219号姫路停車場線 重複区間終点 兵庫県道402号白浜姫路停車場線 重複区間終点 | 南駅前町     | 終点                        |

### 交差する鉄道
- 山陽電気鉄道本線

### 沿線
- 姫路市立高浜小学校
- 姫路市役所
- JR西日本山陽本線・姫新線・播但線・山陽新幹線・山陽電気鉄道本線 姫路駅